# Samantha Henry-Robinson
Samantha Henry-Robinson (Kingston, 25 settembre 1988) è una velocista giamaicana.

## Palmarès
| Anno | Manifestazione          | Sede     | Evento      | Risultato | Prestazione | Note                                     |
| ---- | ----------------------- | -------- | ----------- | --------- | ----------- | ---------------------------------------- |
| 2012 | Giochi olimpici         | Londra   | 4×100 m     | Argento   | 41"41       | [ 1 ]                                    |
| 2014 | World Relays            | Nassau   | 4×100 m     | Argento   | 42"28       | Miglior prestazione personale stagionale |
| 2014 | Giochi del Commonwealth | Glasgow  | 200 m piani | 8ª        | 23"24       |                                          |
| 2015 | World Relays            | Nassau   | 4×200 m     | Argento   | 1'31"73     |                                          |
| 2015 | Giochi panamericani     | Toronto  | 4×100 m     | Argento   | 42"68       |                                          |
| 2015 | Campionati NACAC        | San José | 100 m piani | 5ª        | 11"45       |                                          |

## Altre competizioni internazionali
2014
- Oro in Coppa continentale ( Marrakech), 4×100 m - 42"44